# Цзиньху
Цзиньху́ (кит. упр. 金湖, пиньинь Jīnhú) — уезд городского округа Хуайань провинции Цзянсу (КНР). Название уезда означает «золотые озёра»; он назван в честь находящихся на его территории многочисленных озёр.

## История
Уезд был выделен в 1960 году из уезда Баоин, и вошёл в состав Специального района Янчжоу (扬州专区). В 1966 году был образован Специальный район Лухэ (六合专区), и уезд вошёл в его состав. В 1971 году Специальный район Лухэ был расформирован, и уезд перешёл в состав Округа Хуайинь (淮阴地区).
В 1983 году были расформированы город Цинцзян и округ Хуайинь, и образован городской округ Хуайинь; уезд вошёл в состав городского округа.
1 января 2001 года городской округ Хуайинь был переименован в городской округ Хуайань.

## Административное деление
Уезд делится на 10 посёлков.